# Renato Villalta
Renato Villalta, né le 3 février 1955 à Maserada sul Piave, en Italie, est un ancien joueur italien de basket-ball, évoluant aux postes d'ailier fort et de pivot.

## Biographie

### Palmarès
- 3e du championnat d'Europe 1975
- Finaliste des Jeux olympiques 1980
- Champion d'Europe 1983
- 3e du championnat d'Europe 1985
- Champion d'Italie 1979, 1980, 1984 (Virtus Bologne)
- Vainqueur de la coupe d'Italie 1984, 1989 (Virtus Bologne)